# 福山遼子
福山遼子（1977年1月5日—），日本漫畫家。和歌山縣出身。血型A型。中央大學毕业。愛好攝影。

## 作品
- 心臟再強也不夠，全1冊，原名《心臓が足りない》（2000－2003年短篇精選）
- 色誘中毒，全16冊，原名《悩殺ジャンキー》（2003－2008年，花与梦）
- 黑白少年少女，全12冊，原名《モノクロ少年少女》（2009－2012年，花与梦）
- 覆面系NOISE，全18冊，原名《覆面系ノイズ》（2013－2019年，花與夢）
- 戀愛廢話，全12冊，原名《恋に無駄口》（2019－2023年，花與夢）
- 傾聽死亡的夜晚，原名《聴けない夜は亡い》（於2019年開始連載，《ヤングアニマルZERO》）

## 外部連結
- （日語）http://ryoco.net （页面存档备份，存于） - 官方網站